# هوئه هوئه کویوتل

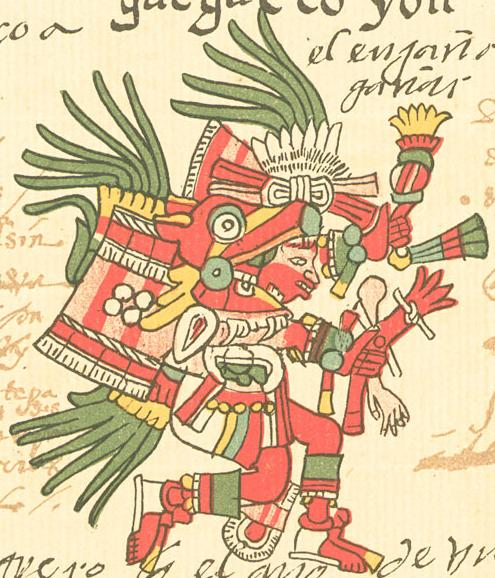
هوئه هوئه کویوتل، از مستندات تلریانو رمنسیس

هوئه هوئه کویوتل یا وه وه کویوتل که به زبان ناواتل به معنای: «کایوت خیلی قدیمی» [کایوت یا کایوتی به گرگ صحرایی یا سگ دشتی خاص آمریکای شمالی گفته می‌شود] می‌باشد، در اسطوره‌شناسی آزتک، خدای موسیقی، رقص و آهنگ است. همچنین برخی وی را ایزد تقویم در نظر گرفته‌اند، هرچند که به نظر می‌رسد او، ایزد لذایذ، به ویژه لذایذ شهوانی نیز بوده‌است.

## معرفی
هوئه هوئه کویوتل بخشی از خانواده تسکاتلیپوکا محسوب می‌شود که از خدایان مکزیک هستند، وی همچنین دارای قدرت و توانایی تغییر شکل می‌باشد. کسانی که در زندگی خویش، نشانه‌هایی از سرنوشت بد می‌یافتند و آن را از جانب خدایان می‌دانستند، گاهی اوقات به هوئه هوئه کویوتل متوسل می‌شدند تا او، با تجدید نظر در این سرنوشت بد، آن را برای آنان کاهش دهد یا به کلی معکوس نماید [و به سمت سرنوشت خوب ببرد].
چهارمین روز از سیزده روز هفته مکزیکی‌ها متعلق به هوئه هوئه کویوتل است.
او اغلب با شولوتل همراه است.

## شرح
یکی از ایزدان آزتکی که بسیاری وی را با ایزد آتش اشتباه می‌گیرند، وه وه کویوتل، ایزد تقویم است که به نظر می‌رسد ایزد لذایذ، به ویژه لذایذ شهوانی نیز بوده‌است.
او در مستندات بوربونیکوس، به صورت یک کایوت (گرگ صحرایی بومی امریکای شمالی) در حال رقصیدن، به تصویر کشیده شده که دست و پایی شبیه به دست و پای آدمیزاد دارد، و با یک طبال (طبل زن) انسانی همراه است.

## ارتباط با اسطوره کایوت حقه باز
هوئه هوئه کویوتل در بسیاری از خصوصیات خویش با اسطوره کایوتی شیاد (کویوت حقه باز) که در قبایل آمریکای شمالی مورد توجه قرار دارد، مشترک است. از جمله این خصوصیات می‌توان به داستان سرایی و آوازه خوانی او، اشاره کرد. در هر دو فرهنگ وی، به عنوان فردی شناسانده می‌شود که شوخی‌های زننده می‌کند، یا متوسل به فریب و حقه می‌شود و اغلب در برابر خدایان دیگر، به بازیگری و ایفای نقش‌های دروغین مشغول می‌گردد، اما اغلب این اعمال او، نتایج معکوس برایش بدنبال دارد، و در مقایسه با قربانیان این اعمال، موجب مشکلات بیشتری برای خود او می‌شود. به عنوان یک جنگ افروز بزرگ، وی همچنین به إعمال تحریک در میان انسان‌ها به منظور افروختن آتش جنگ بین آن‌ها اقدام می‌کند تا بدینسان به رفع خستگی و دلتنگی خود بپردازد.
هوئه هوئه کویوتل بخشی از خانواده تسکاتلیپوکا محسوب می‌شود که از خدایان مکزیک هستند، وی همچنین دارای قدرت و توانایی تغییر شکل می‌باشد. کسانی که در زندگی خویش، نشانه‌هایی از سرنوشت بد می‌یافتند و آن را از جانب خدایان می‌دانستند، گاهی اوقات به هوئه هوئه کویوتل متوسل می‌شدند تا او، با تجدید نظر در این سرنوشت بد، آن را برای آنان کاهش دهد یا به کلی معکوس نماید [و به سمت سرنوشت خوب ببرد].
چهارمین روز از سیزده روز هفته مکزیکی‌ها متعلق به هوئه هوئه کویوتل است.
او اغلب با شولوتل همراه است.